# ژاک فان مر
ژاک فان مر (هلندی: Jacques van Meer؛ زادهٔ ۱۸ مهٔ ۱۹۵۸) ورزشکار اهل هلند است.